# Mount Strickland
Mount Strickland – szczyt na terytorium Jukon, w Kanadzie, w Górach Świętego Eliasza, na terenie Parku Narodowego Kluane. Jego wysokość wynosi 4260 m n.p.m. i jest to osiemnasty co do wielkości szczyt w Jukonie.